# Rodica Bujor
Rodica Bujor (n. 30 iulie 1914, comuna Voinești, județul Dâmbovița — d. 30 octombrie 1995, București), pe numele adevărat Eugenia Nedelea, a fost o interpretă de muzică populară, situându-se în prima generație de mari interpreți, alături de mai des-amintitele Maria Tănase sau Maria Lătărețu, recunoscută pentru vocea ei puternică, expresivă și memorabilă, pentru dăruirea cu care interpreta cântecele populare. Ileana Sărăroiu a numit-o ca fiind una din interpretele sale preferate în materie de muzică populară.

## Biografie
Născută în satul Voinești, județul Dâmbovița la 30 iulie 1914, a trăit de mică în mediul muzical al cântecului național local. În hanul pe care l-a condus tatăl său la Voinești a reușit să-și formeze un repertoriu de muzică lăutărească, încă de pe vremea anilor de școală.
În București lucrează ca muncitoare la țesătoria Rizescu-Brănești. În scurt timp se prezintă la un concurs organizat la Radio București, fără știrea părinților și a patronului întreprinderii. În fața unei comisii de personalități (din care făceau parte Theodor Rogalski, Alfred Alessandrescu, Tiberiu Brediceanu, Ion Filionescu, Grigoraș Dinicu, prezidată de George Enescu, aceasta cântă o serie de piese populare.
„Un bărbat m-a întrebat care este numele meu. Eugenia Rodica Nedelea, am spus, din ce în ce mai emoționată. Și el a zis: frumos, frumos, dar eu aș zice să-ți fie numele, cum sunt bujorii din obraji. Toți au aplaudat și bărbatul a spus pe un grai frumos, moldovenesc, dacă nu ti superi, în ia sară o să vii mata frumos pe Calea Victoriei, la colț cu Lemnea, și o să-i spui portarului că te-a invitat George Enescu.”

### Invitația lui George Enescu
Astfel, de la Radio-București la Palatul Cantacuzino, ajunge la serata muzicală a lui George Enescu. Evenimentul debutului l-a povestit ziaristului Cornel Nistorescu, într-un interviu publicat în revista Flacăra.
„Urc scările fastuase, intru într-o sală solemna cu tablouri, porțelanuri, cristaluri și mobilier scump. Valetul mi-a spus să aștept puțin, că vine și domnul Dinu Lipatti. Când am auzit-o și pe-asta eram mai mult moartă. Eu am zis, Rodica Bujor, ma botezase maestrul cu câteva ore înainte. «O să repetăm piesele, pentru că va avea niște musafiri și vrea să te prezinte ca pe o chintesență a frumuseșii românești». Am repetat cu Dinu Lipatti la pian, deși cântasem cu taraf. Lipatti mi-a spus să cânt liber. Enescu a apărut puțin și m-a întrebat cum mă «simțăsc». Și imediat au început să apară musafirii, pe vremea aia erau și trăsuri, și mașini, și au venit muzicienii noștri Jora, frații Bobescu, Alfred Alessandrescu, actori și actrițe de la Teatrul Național, Ion Manu, Aura Buzescu, Marioara Voiculescu, prințesa Maruca, mama aviatorului Bâzu Cantacuzino. 
Întâi a cântat maestrul o «Sonată» la vioară, apoi Dinu Lipatti, Ion Manu a recitat ceva și pe urmă George Enescu a spus: acum va prezint o descoperire, o minune a cântecului românesc, fără nici un fel de iz lăutăresc. Veți vedea cum arată românca în adevărata ei frumusețe. Eu plină de emoție, am început cu o prelucrare: „Voinicel cu părul creț / Ce te ții așa măreț / Nu stă casa-ntr-un picior / Nici lumea într-un fecior». A fost cum a fost, copleșitor pentru mine, iar la sfârșit George Enescu mi-a mulțumit și mi-a spus, să îmi păstrez cântecele de acasă și să le păzesc cu sfințenie și să încerc să rotunjesc puțin vocalele.”
Momentul acesta crucial în cariera sa, redat de Rodica Bujor cu lux de amănunte, demonstrează că, în ciuda celor 50 de ani care trecuseră de la concursul radiodifuziunii și debutul la Palatul Cantacuzino, a marcat-o pe cântăreață de-a lungul întregii sale vieți.

### Studii și debutul
Sfaturile lui Enescu de a învăța canto-ul, dar și grija de a-și păstra repertoriul țărănesc de la Voinești, a îndreptat-o atât spre Conservatorul Muncitoresc ASTRA din București (1936-1939), cât și spre Arhivele de Folclor ale lui Constantin Brăiloiu și Centrul de Sociologie, condus de prof. Dimitrie Gusti. 
După ce a urmat cursurile de la București cu Dumitru Mihăilescu-Toscani (un maestru al genului de romanțe), Leo Calmuschi și Quarto Santarelli, Rodica Bujor a profitat de un turneu în Italia (1941) spre a se perfecționa în tehnica liedului cu Marcela Magna. A luat lecții particulare de canto cu Valentina Crețoiu la București, dar și de teorie-solfegiu cu Giuseppe Ricci (la Roma).

Romanța lui Vespasian Vasilescu, care i-a adus gloria artistică a Rodicăi Bujor.

A debutat la Radio București pe 22 aprilie 1938, cu orchestra lui Vasile Julea, formația restaurantului Coșna-Cireșoaia din Piața Buzești, peste drum de restaurantul Neptun, unde cânta Maria Tănase.
Se împrietenise cu această artistă, dar trăgea cu urechea și la ceilalți colegi, ascultându-i mai ales pe Ion Luican, „profesorul” romanței (cum îl numea) și pe Cristian Vasile, Jean Moscopol și Petre Gusti.

### Activitatea și cariera artistică
Până în 1959, Rodica Bujor cântă prin restaurantele Capitalei, ca timp de doi ani să se angajeze la Ansamblul Sfatului Popular al Capitalei. Cu această formație a efectuat două turnee în străinătate (URSS - 1957, Ungaria - 1959), după ce în tinerețe cântase în Germania (1939), Austria (1942), Cehoslovacia (1942) și Iugoslavia (1942).
Deși înregistrase la casele de discuri Electrecord și Odeon numeroase cântece populare, cântăreața a evitat să cânte la nunți. A cunoscut și repertoriul de petrecere pe care l-a promovat la restaurante, în programele nocturne („Lelițo cârciumăreasă”, „Fir-ai să fii mai băiete”, „Cine mă puse pe mine”, „În grădina lui Ion”).
A apărut și în câteva filme artistice în roluri pasagere („Zile de neuitat”, în regia lui Haralambie Boroș) și în filme de televiziune („Pe cărările dorului”, în regia lui Marianti Banu).
În conștiința publicului bucureștean care a admirat-o în serile de vară la grădina Coșna-Cireșoaia, Rodica Bujor a rămas o neuitată interpretă de romanțe și lieduri de compozitori români (Nicolae Kirculescu, Aurel Giroveanu, D. Cantea, Emil Gavriș, Laurențiu Profeta, Diamandi Gheciu ș.a.), la loc de frunte situându-se romanțele, ca „Inimă, de ce nu vrei să-mbătrânești”, „De ce m-ați dus de lângă voi”, „Pe lângă boi”. Șlagărul ce i-a adus notorietatea a rămas totuși „Cântecul fusului”, o melodie de mare circulație.
A mai fost solistă a restaurantelor Kiseleff, Cafe-Royal, Princiar din București (1937-1949) și a mai colaborat cu Orchestra „Barbu Lăutaru” și cu ansamblurile „Ciocârlia” și „Perinița” (1959-1961), evoluând sub bagheta unor mari dirijori precum Nicu Stănescu, Ionel Budișteanu, Victor Predescu, Ionel Banu, Costică Dinicu, Ion Mărgean sau Nicolae Băluță. A fost și angajată a Teatrului Regional București în perioada 1961-1970.
Rodica Bujor a fost membră a juriului Festivalului de romanțe „Crizantema de Aur”, încă de la prima ediție (19-21 decembrie 1968). S-a bucurat de această titulatură și în edițiile: a XVI-a (8-13 noiembrie 1983), a XX-a (4-8 noiembrie 1987), a XXI-a (2-5 decembrie 1988) și a XXVIII-a (19-22 octombrie 1995).

## Decesul
Rodica Bujor a cântat până la vârsta de 70 de ani, chiar dacă se pensionase cam devreme pentru o solistă de muzică populară. A murit la 2 noiembrie 1995 în București, dar a fost înmormântată în cimitirul din satul dâmbovițean Voinești.
În 2000 a fost înființată Fundația culturală „Rodica Bujor”.

## Distincții
- Ordinul Meritul Cultural clasa a IV-a (12 septembrie 1968) „pentru merite deosebite în activitatea muzicală”[13]